# Campeonato Romeno de Voleibol Feminino de 2019–20 - Divisão A1
O Campeonato Romeno de Voleibol Feminino - Divisão A1 (em romeno: Divizia A1) de 2019-20 foi a 70ª edição da competição organizada pela Federação Romena de Voleibol. Onze equipes disputaram o título romeno.
Devido à Pandemia de COVID-19, a edição foi encerrada antecipadamente, e o CSM Volei Alba Blaj foi declarado campeão, por ter terminado a Fase I na primeira colocação.

## Equipes participantes
| Equipe              | Cidade      | Em 2018-19         | Títulos | Localização das equipes participantes. |
| ------------------- | ----------- | ------------------ | ------- | -------------------------------------- |
| CSM Volei Alba Blaj | Blaj        | 1º Divizia A1      | 4       | Localização das equipes participantes. |
| CSM Târgoviște      | Târgoviște  | 3º Divizia A1      | 0       | Localização das equipes participantes. |
| CSM Lugoj           | Lugoj       | 4º Divizia A1      | 0       | Localização das equipes participantes. |
| CS Știința Bacău    | Bacău       | 5º Divizia A1      | 4       | Localização das equipes participantes. |
| CS Dinamo București | Bucareste   | 6º Divizia A1      | 21      | Localização das equipes participantes. |
| CS "U" Cluj         | Cluj-Napoca | 7º Divizia A1      | 0       | Localização das equipes participantes. |
| CSU Galați          | Galați      | 8º Divizia A1      | 4       | Localização das equipes participantes. |
| FC Argeș Pitești    | Pitești     | 2º Divizia A2 Vest | 0       | Localização das equipes participantes. |
| CS Medgidia         | Medgidia    | 1º Divizia A2 Est  | 0       | Localização das equipes participantes. |
| CS Rapid București  | Bucareste   | 2º Divizia A2 Est  | 19      | Localização das equipes participantes. |
| CSO Voluntari       | Voluntari   | 4º Divizia A2 Est  | 0       | Localização das equipes participantes. |

* Devido à quantidade de equipes na Divizia A1, na temporada 2018-19 não se disputou o Torneio de Promoção. Sendo assim, as duas melhores equipes da Divizia A2 Vest (CSM Tîrgu Mureș e FC Argeș Pitești) e da Divizia A2 Est (CS Medgidia e CS Rapid București) classificaram-se diretamente à Divizia A1 2019-20.
* O CSM București, vice-campeão na temporada 2018-19, desistiu de disputar a temporada 2019-20 e anunciou paralisação das atividades de voleibol por tempo indeterminado; o CSO Voluntari assumiu a sua vaga.
* O CSM Tîrgu Mureș, posteriormente, desistiu de participar da Divizia A1 2019-20.

## Formato da competição
O campeonato é dividido em duas fases. Na Fase I, as onze equipes jogam em turno e returno e acumulam pontos. Na Fase II, as seis melhores disputam o título no Top Six, novamente com turno e returno, trazendo consigo os pontos da Fase I; também em turno e returno, as demais equipes disputam a permanência na Divizia A1.

## Fase I
- Vitória por 3 sets a 0 ou 3 a 1: 3 pontos para o vencedor;
- Vitória por 3 sets a 2: 2 pontos para o vencedor e 1 ponto para o perdedor;
- Em caso de igualdade por pontos, os seguintes critérios servem como desempate: número de vitórias, razão de sets e razão de ralis.

|  |                                       |
|  | Equipes classificadas para o Top Six. |

|     |                     |     | Jogos | Jogos | Jogos | Resultados | Resultados | Resultados | Resultados | Resultados | Resultados | Sets | Sets | Sets  | Pontos | Pontos | Pontos |
| Pos | Equipe              | Pts | T     | V     | D     | 3–0        | 3–1        | 3–2        | 2–3        | 1–3        | 0–3        | V    | P    | R     | V      | P      | R      |
| --- | ------------------- | --- | ----- | ----- | ----- | ---------- | ---------- | ---------- | ---------- | ---------- | ---------- | ---- | ---- | ----- | ------ | ------ | ------ |
| 1   | CSM Volei Alba Blaj | 57  | 20    | 19    | 1     | 15         | 3          | 1          | 1          | 0          | 0          | 59   | 8    | 7.375 | 1622   | 1226   | 1.323  |
| 2   | CS Dinamo București | 52  | 20    | 17    | 3     | 12         | 5          | 0          | 1          | 0          | 2          | 53   | 14   | 3.786 | 1627   | 1289   | 1.262  |
| 3   | CSM Târgoviște      | 47  | 20    | 16    | 4     | 10         | 4          | 2          | 1          | 2          | 1          | 52   | 20   | 2.600 | 1697   | 1394   | 1.217  |
| 4   | CS Știința Bacău    | 45  | 20    | 15    | 5     | 11         | 4          | 0          | 0          | 2          | 3          | 47   | 19   | 2.474 | 1519   | 1287   | 1.180  |
| 5   | CSM Lugoj           | 31  | 20    | 10    | 10    | 5          | 4          | 1          | 2          | 3          | 5          | 37   | 36   | 1.028 | 1567   | 1571   | 0.997  |
| 6   | CSU Galați          | 26  | 20    | 8     | 12    | 4          | 4          | 0          | 2          | 1          | 9          | 29   | 40   | 0.725 | 1452   | 1531   | 0.948  |
| 7   | CS Medgidia         | 20  | 20    | 7     | 13    | 3          | 2          | 2          | 1          | 8          | 4          | 31   | 45   | 0.689 | 1590   | 1694   | 0.939  |
| 8   | FC Argeș Pitești    | 20  | 20    | 7     | 13    | 3          | 2          | 2          | 1          | 8          | 4          | 31   | 45   | 0.689 | 1509   | 1664   | 0.907  |
| 9   | CS "U" Cluj         | 17  | 20    | 6     | 14    | 1          | 2          | 3          | 2          | 3          | 9          | 25   | 50   | 0.500 | 1501   | 1638   | 0.916  |
| 10  | CS Rapid București  | 9   | 20    | 3     | 17    | 1          | 0          | 2          | 2          | 4          | 11         | 17   | 55   | 0.309 | 1367   | 1681   | 0.813  |
| 11  | CSO Voluntari       | 6   | 20    | 2     | 18    | 0          | 0          | 2          | 2          | 1          | 15         | 11   | 58   | 0.190 | 1167   | 1643   | 0.710  |

### Turno

#### 1ª Rodada
| Data       | Hora  |                     | Placar |                     | Set 1 | Set 2 | Set 3 | Set 4 | Set 5 | Total | Relatório |
| ---------- | ----- | ------------------- | ------ | ------------------- | ----- | ----- | ----- | ----- | ----- | ----- | --------- |
| 04/10/2019 | 14:00 | CS Dinamo București | 3–0    | CS Rapid București  | 25–16 | 25–14 | 25–8  |       |       | 75–38 | 75–38     |
| 05/10/2019 | 17:00 | CS Știința Bacău    | 3–0    | CS "U" Cluj         | 25–9  | 25–20 | 25–19 |       |       | 75–48 | 75–48     |
| 05/10/2019 | 17:30 | CSM Târgoviște      | 3–0    | CS Medgidia         | 25–16 | 25–17 | 25–10 |       |       | 75–43 | 75–43     |
| 05/10/2019 | 18:00 | CSU Galați          | 0–3    | CSM Volei Alba Blaj | 12–25 | 22–25 | 18–25 |       |       | 52–75 | 52–75     |
| 05/10/2019 | 18:30 | CSM Lugoj           | 3–1    | FC Argeș Pitești    | 25–16 | 25–16 | 22–25 | 25–15 |       | 97–72 | 97–72     |

#### 2ª Rodada
| Data       | Hora  |                    | Placar |                     | Set 1 | Set 2 | Set 3 | Set 4 | Set 5 | Total | Relatório |
| ---------- | ----- | ------------------ | ------ | ------------------- | ----- | ----- | ----- | ----- | ----- | ----- | --------- |
| 12/10/2019 | 12:00 | CSO Voluntari      | 0–3    | CS Dinamo București | 16–25 | 12–25 | 10–25 |       |       | 38–75 | 38–75     |
| 12/10/2019 | 12:30 | CS "U" Cluj        | 0–3    | CSM Târgoviște      | 16–25 | 13–25 | 18–25 |       |       | 47–75 | 47–75     |
| 12/10/2019 | 12:30 | CS Rapid București | 0–3    | CS Știința Bacău    | 15–25 | 17–25 | 13–25 |       |       | 45–75 | 45–75     |
| 12/10/2019 | 16:00 | FC Argeș Pitești   | 0–3    | CSU Galați          | 26–28 | 11–25 | 18–25 |       |       | 55–78 | 55–78     |
| 12/10/2019 | 17:00 | CS Medgidia        | 1–3    | CSM Lugoj           | 26–24 | 8–25  | 15–25 | 19–25 |       | 68–99 | 68–99     |

#### 3ª Rodada
| Data       | Hora  |                     | Placar |                    | Set 1 | Set 2 | Set 3 | Set 4 | Set 5 | Total | Relatório |
| ---------- | ----- | ------------------- | ------ | ------------------ | ----- | ----- | ----- | ----- | ----- | ----- | --------- |
| 19/10/2019 | 17:00 | CS Știința Bacău    | 3–0    | CSO Voluntari      | 25–4  | 25–11 | 25–17 |       |       | 75–32 | 75–32     |
| 19/10/2019 | 17:00 | CSM Târgoviște      | 3–0    | CS Rapid București | 25–13 | 25–15 | 25–18 |       |       | 75–46 | 75–46     |
| 19/10/2019 | 18:00 | CSM Volei Alba Blaj | 3–0    | FC Argeș Pitești   | 25–13 | 25–17 | 25–18 |       |       | 75–48 | 75–48     |
| 19/10/2019 | 18:30 | CSM Lugoj           | 3–1    | CS "U" Cluj        | 25–11 | 22–25 | 25–18 | 25–20 |       | 97–74 | 97–74     |
| 20/10/2019 | 17:00 | CSU Galați          | 3–1    | CS Medgidia        | 25–15 | 25–18 | 13–25 | 25–19 |       | 88–77 | 88–77     |

#### 4ª Rodada
| Data       | Hora  |                     | Placar |                     | Set 1 | Set 2 | Set 3 | Set 4 | Set 5 | Total  | Relatório |
| ---------- | ----- | ------------------- | ------ | ------------------- | ----- | ----- | ----- | ----- | ----- | ------ | --------- |
| 26/10/2019 | 11:30 | CS Rapid București  | 3–2    | CSM Lugoj           | 22–25 | 25–18 | 19–25 | 25–16 | 15–12 | 106–96 | 106–96    |
| 26/10/2019 | 13:00 | CSO Voluntari       | 0–3    | CSM Târgoviște      | 16–25 | 17–25 | 20–25 |       |       | 53–75  | 53–75     |
| 26/10/2019 | 13:30 | CS Dinamo București | 3–1    | CS Știința Bacău    | 25–23 | 25–15 | 20–25 | 25–18 |       | 95–81  | 95–81     |
| 26/10/2019 | 17:00 | CS Medgidia         | 1–3    | CSM Volei Alba Blaj | 25–15 | 13–25 | 21–25 | 12–25 |       | 71–90  | 71–90     |
| 27/10/2019 | 17:00 | CS "U" Cluj         | 1–3    | CSU Galați          | 18–25 | 20–25 | 25–23 | 21–25 |       | 84–98  | 84–98     |

#### 5ª Rodada
| Data      | Hora  |                     | Placar |                     | Set 1 | Set 2 | Set 3 | Set 4 | Set 5 | Total   | Relatório |
| --------- | ----- | ------------------- | ------ | ------------------- | ----- | ----- | ----- | ----- | ----- | ------- | --------- |
| 2/11/2019 | 13:30 | CSM Târgoviște      | 1–3    | CS Dinamo București | 28–30 | 25–18 | 25–27 | 23–25 |       | 101–100 | 101–100   |
| 2/11/2019 | 16:00 | FC Argeș Pitești    | 3–1    | CS Medgidia         | 25–21 | 18–25 | 25–16 | 25–17 |       | 93–79   | 118–79    |
| 2/11/2019 | 18:00 | CSM Volei Alba Blaj | 3–0    | CS "U" Cluj         | 25–23 | 25–17 | 25–14 |       |       | 75–54   | 75–54     |
| 2/11/2019 | 18:30 | CSU Galați          | 3–0    | CS Rapid București  | 25–17 | 25–18 | 25–23 |       |       | 75–58   | 75–58     |
| 2/11/2019 | 18:30 | CSM Lugoj           | 3–0    | CSO Voluntari       | 25–14 | 25–16 | 25–16 |       |       | 75–46   | 75–46     |

#### 6ª Rodada
| Data      | Hora  |                     | Placar |                     | Set 1 | Set 2 | Set 3 | Set 4 | Set 5 | Total | Relatório |
| --------- | ----- | ------------------- | ------ | ------------------- | ----- | ----- | ----- | ----- | ----- | ----- | --------- |
| 8/11/2019 | 14:00 | CS "U" Cluj         | 3–1    | FC Argeș Pitești    | 25–15 | 18–25 | 28–26 | 25–19 |       | 96–85 | 96–85     |
| 8/11/2019 | 16:30 | CS Dinamo București | 3–1    | CSM Lugoj           | 25–19 | 23–25 | 25–21 | 25–21 |       | 98–86 | 98–86     |
| 9/11/2019 | 13:00 | CS Rapid București  | 0–3    | CSM Volei Alba Blaj | 14–25 | 15–25 | 15–25 |       |       | 44–75 | 44–75     |
| 9/11/2019 | 13:00 | CSO Voluntari       | 0–3    | CSU Galați          | 20–25 | 16–25 | 20–25 |       |       | 56–75 | 56–75     |
| 9/11/2019 | 17:00 | CS Știința Bacău    | 3–1    | CSM Târgoviște      | 25–15 | 22–25 | 25–20 | 25–10 |       | 97–70 | 97–70     |

#### 7ª Rodada
| Data       | Hora  |                     | Placar |                     | Set 1 | Set 2 | Set 3 | Set 4 | Set 5 | Total  | Relatório |
| ---------- | ----- | ------------------- | ------ | ------------------- | ----- | ----- | ----- | ----- | ----- | ------ | --------- |
| 15/11/2019 | 18:30 | CSU Galați          | 0–3    | CS Dinamo București | 17–25 | 23–25 | 17–25 |       |       | 57–75  | 57–75     |
| 16/11/2019 | 13:00 | FC Argeș Pitești    | 3–2    | CS Rapid București  | 22–25 | 23–25 | 25–22 | 25–19 | 15–6  | 110–97 | 110–97    |
| 16/11/2019 | 13:30 | CS Medgidia         | 3–0    | CS "U" Cluj         | 25–17 | 25–18 | 25–18 |       |       | 75–53  | 75–53     |
| 16/11/2019 | 18:30 | CSM Lugoj           | 0–3    | CS Știința Bacău    | 16–25 | 14–25 | 13–25 |       |       | 43–75  | 43–75     |
| 17/11/2019 | 11:00 | CSM Volei Alba Blaj | 3–0    | CSO Voluntari       | 25–16 | 25–15 | 25–21 |       |       | 75–52  | 75–52     |

#### 8ª Rodada
| Data       | Hora  |                     | Placar |                     | Set 1 | Set 2 | Set 3 | Set 4 | Set 5 | Total  | Relatório |
| ---------- | ----- | ------------------- | ------ | ------------------- | ----- | ----- | ----- | ----- | ----- | ------ | --------- |
| 23/11/2019 | 13:00 | CSO Voluntari       | 0–3    | FC Argeș Pitești    | 17–25 | 13–25 | 18–25 |       |       | 48–75  | 48–75     |
| 23/11/2019 | 13:30 | CS Rapid București  | 1–3    | CS Medgidia         | 25–22 | 18–25 | 21–25 | 23–25 |       | 87–97  | 87–97     |
| 23/11/2019 | 17:00 | CS Știința Bacău    | 3–0    | CSU Galați          | 25–21 | 25–16 | 25–21 |       |       | 75–58  | 75–58     |
| 23/11/2019 | 17:00 | CSM Târgoviște      | 3–1    | CSM Lugoj           | 29–27 | 28–30 | 25–20 | 25–20 |       | 107–97 | 107–97    |
| 24/11/2019 | 12:30 | CS Dinamo București | 0–3    | CSM Volei Alba Blaj | 23–25 | 27–29 | 21–25 |       |       | 71–79  | 71–79     |

#### 9ª Rodada
| Data       | Hora  |                     | Placar |                     | Set 1 | Set 2 | Set 3 | Set 4 | Set 5 | Total | Relatório |
| ---------- | ----- | ------------------- | ------ | ------------------- | ----- | ----- | ----- | ----- | ----- | ----- | --------- |
| 29/11/2019 | 14:00 | CSU Galați          | 0–3    | CSM Târgoviște      | 15–25 | 17–25 | 22–25 |       |       | 54–75 | 54–75     |
| 30/11/2019 | 13:30 | FC Argeș Pitești    | 0–3    | CS Dinamo București | 15–25 | 16–25 | 18–25 |       |       | 49–75 | 49–75     |
| 30/11/2019 | 14:00 | CS "U" Cluj         | 3–1    | CS Rapid București  | 25–17 | 23–25 | 25–19 | 25–16 |       | 98–77 | 98–77     |
| 30/11/2019 | 17:00 | CS Medgidia         | 3–0    | CSO Voluntari       | 25–16 | 25–10 | 25–16 |       |       | 75–42 | 75–42     |
| 30/11/2019 | 18:00 | CSM Volei Alba Blaj | 3–0    | CS Știința Bacău    | 25–19 | 25–22 | 25–13 |       |       | 75–54 | 75–54     |

#### 10ª Rodada
| Data       | Hora  |                     | Placar |                     | Set 1 | Set 2 | Set 3 | Set 4 | Set 5 | Total   | Relatório |
| ---------- | ----- | ------------------- | ------ | ------------------- | ----- | ----- | ----- | ----- | ----- | ------- | --------- |
| 07/12/2019 | 12:30 | CS Dinamo București | 3–1    | CS Medgidia         | 25–23 | 25–17 | 20–25 | 25–18 |       | 95–83   | 95–83     |
| 07/12/2019 | 13:00 | CSO Voluntari       | 0–3    | CS "U" Cluj         | 0–25  | 0–25  | 0–25  |       |       | 0–75    | 0–75      |
| 07/12/2019 | 13:30 | CSM Târgoviște      | 3–2    | CSM Volei Alba Blaj | 25–16 | 15–25 | 23–25 | 25–17 | 19–17 | 107–100 | 107–100   |
| 08/12/2019 | 17:00 | CS Știința Bacău    | 3–0    | FC Argeș Pitești    | 25–16 | 25–14 | 25–19 |       |       | 75–49   | 75–49     |
| 08/12/2019 | 18:30 | CSM Lugoj           | 3–2    | CSU Galați          | 25–22 | 24–26 | 24–26 | 25–20 | 16–14 | 114–108 | 114–108   |

#### 11ª Rodada
| Data       | Hora  |                     | Placar |                     | Set 1 | Set 2 | Set 3 | Set 4 | Set 5 | Total  | Relatório |
| ---------- | ----- | ------------------- | ------ | ------------------- | ----- | ----- | ----- | ----- | ----- | ------ | --------- |
| 12/12/2019 | 15:00 | FC Argeș Pitești    | 2–3    | CSM Târgoviște      | 25–22 | 21–25 | 25–14 | 14–25 | 6–15  | 91–101 | 91–101    |
| 14/12/2019 | 13:30 | CS "U" Cluj         | 0–3    | CS Dinamo București | 23–25 | 14–25 | 17–25 |       |       | 54–75  | 54–75     |
| 14/12/2019 | 16:30 | CS Rapid București  | 3–0    | CSO Voluntari       | 25–17 | 25–21 | 25–14 |       |       | 75–52  | 75–52     |
| 14/12/2019 | 17:00 | CS Medgidia         | 1–3    | CS Știința Bacău    | 18–25 | 25–15 | 23–25 | 21–25 |       | 87–90  | 89–90     |
| 14/12/2019 | 18:00 | CSM Volei Alba Blaj | 3–0    | CSM Lugoj           | 25–18 | 25–23 | 25–11 |       |       | 75–52  | 75–52     |

### Returno
- Local: Os times que estão ao lado esquerdo da tabela jogam em casa.

#### 12ª Rodada
| Data       | Hora  |                     | Placar |                     | Set 1 | Set 2 | Set 3 | Set 4 | Set 5 | Total | Relatório |
| ---------- | ----- | ------------------- | ------ | ------------------- | ----- | ----- | ----- | ----- | ----- | ----- | --------- |
| 11/01/2020 | 13:30 | FC Argeș Pitești    | 0–3    | CSM Lugoj           | 19–25 | 22–25 | 15–25 |       |       | 56–75 | 56–75     |
| 11/01/2020 | 14:00 | CS "U" Cluj         | 0–3    | CS Știința Bacău    | 20–25 | 15–25 | 22–25 |       |       | 57–75 | 57–75     |
| 11/01/2020 | 18:00 | CSM Volei Alba Blaj | 3–0    | CSU Galați          | 25–11 | 25–18 | 25–15 |       |       | 75–44 | 75–44     |
| 22/01/2020 | 18:00 | CS Rapid București  | 0–3    | CS Dinamo București | 17–25 | 15–25 | 16–25 |       |       | 48–75 | 48–75     |
| 22/01/2020 | 18:30 | CS Medgidia         | 1–3    | CSM Târgoviște      | 20–25 | 15–25 | 25-21 | 22–25 |       | 82–75 | 82–96     |

#### 13ª Rodada
| Data       | Hora  |                     | Placar |                    | Set 1 | Set 2 | Set 3 | Set 4 | Set 5 | Total | Relatório |
| ---------- | ----- | ------------------- | ------ | ------------------ | ----- | ----- | ----- | ----- | ----- | ----- | --------- |
| 15/01/2020 | 14:00 | CS Dinamo București | 3–0    | CSO Voluntari      | 25–16 | 25–17 | 25–19 |       |       | 75–52 | 75–52     |
| 15/01/2020 | 14:00 | CSM Târgoviște      | 3–0    | CS "U" Cluj        | 25–22 | 25–19 | 25–22 |       |       | 75–63 | 75–63     |
| 15/01/2020 | 15:00 | CSM Lugoj           | 3–0    | CS Medgidia        | 25–20 | 25–20 | 25–19 |       |       | 75–59 | 75–59     |
| 15/01/2020 | 17:00 | CS Știința Bacău    | 3–0    | CS Rapid București | 25–22 | 25–10 | 25–18 |       |       | 75–50 | 75–50     |
| 22/01/2020 | 18:00 | CSU Galați          | 3–1    | FC Argeș Pitești   | 25–21 | 21–25 | 25–23 | 25–21 |       | 96–90 | 96–90     |

#### 14ª Rodada
| Data       | Hora  |                    | Placar |                     | Set 1 | Set 2 | Set 3 | Set 4 | Set 5 | Total | Relatório |
| ---------- | ----- | ------------------ | ------ | ------------------- | ----- | ----- | ----- | ----- | ----- | ----- | --------- |
| 18/01/2020 | 12:30 | CS Rapid București | 0–3    | CSM Târgoviște      | 16–25 | 17–25 | 22–25 |       |       | 55–75 | 55–75     |
| 18/01/2020 | 14:00 | FC Argeș Pitești   | 0–0    | CSM Volei Alba Blaj | 16–25 | 18–25 | 17–25 |       |       | 51–75 | 51–75     |
| 18/01/2020 | 14:30 | CS "U" Cluj        | 0–3    | CSM Lugoj           | 19–25 | 21–25 | 16–25 |       |       | 56–75 | 56–75     |
| 18/01/2020 | 17:00 | CS Medgidia        | 0–0    | CSU Galați          | 25–20 | 25–18 | 25–18 |       |       | 75–56 | 75–56     |
| 19/01/2020 | 14:00 | CSO Voluntari      | 1–3    | CS Știința Bacău    | 19–25 | 19–25 | 25–22 | 15–25 |       | 78–97 | 78–97     |

#### 15ª Rodada
| Data       | Hora  |                     | Placar |                     | Set 1 | Set 2 | Set 3 | Set 4 | Set 5 | Total   | Relatório |
| ---------- | ----- | ------------------- | ------ | ------------------- | ----- | ----- | ----- | ----- | ----- | ------- | --------- |
| 25/01/2020 | 16:00 | CSM Târgoviște      | 3–0    | CSO Voluntari       | 25–15 | 25–19 | 25–18 |       |       | 75–52   | 75–52     |
| 25/01/2020 | 18:00 | CSM Volei Alba Blaj | 3–0    | CS Medgidia         | 25–14 | 25–22 | 25–20 |       |       | 75–56   | 75–56     |
| 25/01/2020 | 18:30 | CSM Lugoj           | 3–0    | CS Rapid București  | 27–25 | 25–20 | 25–15 |       |       | 77–60   | 77–60     |
| 25/01/2020 | 19:00 | CSU Galați          | 2–3    | CS "U" Cluj         | 21–25 | 25–18 | 22–25 | 25–21 | 11–15 | 104–104 | 104–104   |
| 26/01/2020 | 17:00 | CS Știința Bacău    | 0–3    | CS Dinamo București | 17–25 | 22–25 | 21–25 |       |       | 60–75   | 60–75     |

#### 16ª Rodada
| Data       | Hora  |                     | Placar |                     | Set 1 | Set 2 | Set 3 | Set 4 | Set 5 | Total  | Relatório |
| ---------- | ----- | ------------------- | ------ | ------------------- | ----- | ----- | ----- | ----- | ----- | ------ | --------- |
| 01/02/2020 | 12:30 | CS "U" Cluj         | 1–3    | CSM Volei Alba Blaj | 19–25 | 25–19 | 13–25 | 16–25 |       | 73–94  | 73–94     |
| 01/02/2020 | 13:30 | CS Dinamo București | 3–0    | CSM Târgoviște      | 25–23 | 25–17 | 25–21 |       |       | 75–61  | 75–61     |
| 01/02/2020 | 17:00 | CS Medgidia         | 1–3    | FC Argeș Pitești    | 25–27 | 25–23 | 23–25 | 22–25 |       | 95–100 | 95–100    |
| 01/02/2020 | 18:00 | CS Rapid București  | 1–3    | CSU Galați          | 26–24 | 13–25 | 23–25 | 18–25 |       | 80–99  | 80–99     |
| 02/02/2020 | 13:30 | CSO Voluntari       | 3–2    | CSM Lugoj           | 23–25 | 25–17 | 20–25 | 25–17 | 15–10 | 108–94 | 85–94     |

#### 17ª Rodada
| Data       | Hora  |                     | Placar |                     | Set 1 | Set 2 | Set 3 | Set 4 | Set 5 | Total  | Relatório |
| ---------- | ----- | ------------------- | ------ | ------------------- | ----- | ----- | ----- | ----- | ----- | ------ | --------- |
| 08/02/2020 | 13:30 | CSM Târgoviște      | 3–1    | CS Știința Bacău    | 28–30 | 25–16 | 25–10 | 25–15 |       | 103–71 | 103–71    |
| 08/02/2020 | 16:00 | FC Argeș Pitești    | 3–2    | CS "U" Cluj         | 25–23 | 13–25 | 25–22 | 20–25 | 15–13 | 98–108 | 98–108    |
| 08/02/2020 | 18:00 | CSM Volei Alba Blaj | 3–0    | CS Rapid București  | 25–17 | 25–14 | 25–13 |       |       | 75–44  | 75–44     |
| 08/02/2020 | 18:30 | CSM Lugoj           | 0–3    | CS Dinamo București | 20–25 | 14–25 | 22–25 |       |       | 56–75  | 56–75     |
| 08/02/2020 | 19:00 | CSU Galați          | 3–0    | CSO Voluntari       | 25–13 | 25–19 | 25–17 |       |       | 75–49  | 75–49     |

#### 18ª Rodada
| Data       | Hora  |                     | Placar |                     | Set 1 | Set 2 | Set 3 | Set 4 | Set 5 | Total   | Relatório |
| ---------- | ----- | ------------------- | ------ | ------------------- | ----- | ----- | ----- | ----- | ----- | ------- | --------- |
| 12/02/2020 | 14:00 | CS Dinamo București | 3–0    | CSU Galați          | 25–18 | 25–14 | 25–14 |       |       | 75–46   | 75–46     |
| 12/02/2020 | 17:00 | CS Știința Bacău    | 3–0    | CSM Lugoj           | 25–11 | 25–17 | 25–15 |       |       | 75–43   | 75–43     |
| 12/02/2020 | 18:00 | CSO Voluntari       | 0–3    | CSM Volei Alba Blaj | 19–25 | 14–25 | 13–25 |       |       | 46–75   | 46–75     |
| 12/02/2020 | 18:00 | CS "U" Cluj         | 3–2    | CS Medgidia         | 25–21 | 15–25 | 25–14 | 25–27 | 16–14 | 106–101 | 106–101   |
| 12/02/2020 | 19:30 | CS Rapid București  | 0–3    | FC Argeș Pitești    | 16–25 | 21–25 | 18–25 |       |       | 55–75   | 55–75     |

#### 19ª Rodada
| Data       | Hora  |                     | Placar |                     | Set 1 | Set 2 | Set 3 | Set 4 | Set 5 | Total | Relatório |
| ---------- | ----- | ------------------- | ------ | ------------------- | ----- | ----- | ----- | ----- | ----- | ----- | --------- |
| 15/02/2020 | 13:30 | CSM Volei Alba Blaj | 3–0    | CS Dinamo București | 25–18 | 25–23 | 25–22 |       |       | 75–63 | 75–63     |
| 15/02/2020 | 16:00 | FC Argeș Pitești    | 3–0    | CSO Voluntari       | 25–17 | 25–20 | 25–18 |       |       | 75–55 | 75–55     |
| 15/02/2020 | 18:00 | CS Medgidia         | 3–1    | CS Rapid București  | 25–22 | 25–21 | 18–25 | 25–22 |       | 93–90 | 93–90     |
| 15/02/2020 | 18:30 | CSM Lugoj           | 0–3    | CSM Târgoviște      | 12–25 | 20–25 | 10–25 |       |       | 42–75 | 42–75     |
| 15/02/2020 | 19:00 | CSU Galați          | 0–3    | CS Știința Bacău    | 17–25 | 19–25 | 27–29 |       |       | 63–79 | 63–79     |

#### 20ª Rodada
| Data       | Hora  |                     | Placar |                     | Set 1 | Set 2 | Set 3 | Set 4 | Set 5 | Total   | Relatório |
| ---------- | ----- | ------------------- | ------ | ------------------- | ----- | ----- | ----- | ----- | ----- | ------- | --------- |
| 22/02/2020 | 14:00 | CS Dinamo București | 3–1    | FC Argeș Pitești    | 25–17 | 23–25 | 25–19 | 25–13 |       | 98–74   | 98–74     |
| 22/02/2020 | 16:00 | CSO Voluntari       | 2–3    | CS Medgidia         | 28–26 | 18–25 | 25–21 | 16–25 | 15–17 | 102–114 | 102–114   |
| 22/02/2020 | 17:00 | CS Rapid București  | 3–2    | CS "U" Cluj         | 26–28 | 25–21 | 18–25 | 25–16 | 15–13 | 109–103 | 109–103   |
| 22/02/2020 | 17:00 | CS Știința Bacău    | 0–3    | CSM Volei Alba Blaj | 14–25 | 18–25 | 17–25 |       |       | 49–75   | 49–75     |
| 22/02/2020 | 17:00 | CSM Târgoviște      | 3–0    | CSU Galați          | 25–17 | 25–14 | 25–16 |       |       | 75–47   | 75–47     |

#### 21ª Rodada
| Data       | Hora  |                     | Placar |                     | Set 1 | Set 2 | Set 3 | Set 4 | Set 5 | Total   | Relatório |
| ---------- | ----- | ------------------- | ------ | ------------------- | ----- | ----- | ----- | ----- | ----- | ------- | --------- |
| 26/02/2020 | 14:00 | CS "U" Cluj         | 3–2    | CSO Voluntari       | 25–17 | 22–25 | 25–21 | 21–25 | 15–12 | 108–100 | 108–100   |
| 26/02/2020 | 16:00 | FC Argeș Pitești    | 1–3    | CS Știința Bacău    | 22–25 | 25–16 | 19–25 | 17–25 |       | 83–91   | 83–91     |
| 26/02/2020 | 18:00 | CSM Volei Alba Blaj | 3–2    | CSM Târgoviște      | 25–21 | 18–25 | 23–25 | 28–26 | 15–9  | 109–106 | 109–106   |
| 26/02/2020 | 18:00 | CSU Galați          | 1–3    | CSM Lugoj           | 19–25 | 16–25 | 25–10 | 19–25 |       | 79–85   | 79–85     |
| 26/02/2020 | 18:30 | CS Medgidia         | 3–2    | CS Dinamo București | 25–21 | 13–25 | 25–21 | 25–27 | 15–13 | 103–107 | 103–107   |

#### 22ª Rodada
| Data       | Hora   |                     | Placar |                     | Set 1 | Set 2 | Set 3 | Set 4 | Set 5 | Total   | Relatório |
| ---------- | ------ | ------------------- | ------ | ------------------- | ----- | ----- | ----- | ----- | ----- | ------- | --------- |
| 28/02/2020 | 13:00  | CS Dinamo București | 3–0    | CS "U" Cluj         | 25–10 | 25–19 | 25–19 |       |       | 75–48   | 75–48     |
| 29/02/2020 | 16:00  | CSO Voluntari       | 3–2    | CS Rapid București  | 20–25 | 25–17 | 26–24 | 20–25 | 15–12 | 106–103 | 106–103   |
| 29/02/2020 | 17:00  | CS Știința Bacău    | 3–0    | CS Medgidia         | 25–23 | 25–20 | 25–15 |       |       | 75–58   | 75–58     |
| 29/02/2020 | 17:00  | CSM Târgoviște      | 3–1    | FC Argeș Pitești    | 25–19 | 25–20 | 20–25 | 25–16 |       | 95–80   | 95–80     |
| 29/02/2020 | 18:300 | CSM Lugoj           | 1–3    | CSM Volei Alba Blaj | 27–25 | 20–25 | 23–25 | 19–25 |       | 89–100  | 89–100    |

## Fase II
A Fase II do campeonato teria sido disputada em dois grupos: um para decidir o campeão, outro para decidir o rebaixamento à Liga A2. No entanto, devido à pandemia de COVID-19, o campeonato foi paralisado após os jogos da primeira rodada da Fase II. Após alguns dias de indefinição, a Federação Romena de Voleibol, após consultar os clubes, declarou o CSM Volei Alba Blaj como campeão da temporada e o CSO Voluntari como a equipe a ser rebaixada, respeitando as posições obtidas na Fase I.

## Premiações
| Divizia A1 2019/2020                    |
| --------------------------------------- |
| CSM Volei Alba Blaj Campeão (5º título) |

 ´